# NEC Red Rockets 2018-2019
Questa voce raccoglie le informazioni riguardanti le NEC Red Rockets nella stagione 2018-2019.

## Organigramma societario
Area direttiva
- Presidente: Kenichi Noda
- General manager: Takashi Nakamura

Area tecnica
- Allenatore: Takayuki Kaneko
- Assistente allenatore: Yū Takahashi, Ryosho Nakanishi, Yasuhira Nishihara

## Rosa
| N° | Nome             | Ruolo | Data di nascita   | Nazionalità sportiva |
| -- | ---------------- | ----- | ----------------- | -------------------- |
| 1  | Haruyo Shimamura | C     | 4 marzo 1992      | Giappone             |
| 2  | Sarina Koga      | S     | 21 maggio 1996    | Giappone             |
| 3  | Shiori Tsukada   | P     | 7 settembre 1994  | Giappone             |
| 4  | Mizuki Yanagita  | O     | 26 marzo 1996     | Giappone             |
| 5  | Kana Ōno         | C     | 30 giugno 1992    | Giappone             |
| 6  | Kaori Ueno       | C     | 6 gennaio 1995    | Giappone             |
| 7  | Kaname Yamaguchi | P     | 6 novembre 1989   | Giappone             |
| 8  | Yuna Okuyama     | P     | 26 settembre 1995 | Giappone             |
| 9  | Nanami Hirose    | S     | 12 maggio 1997    | Giappone             |
| 10 | Sayaka Iwasaki   | L     | 18 luglio 1990    | Giappone             |
| 11 | Sayaka Shinohara | P     | 6 agosto 1996     | Giappone             |
| 12 | Misaki Yamauchi  | O     | 10 marzo 1995     | Giappone             |
| 13 | Nichika Yamada   | C     | 24 febbraio 2000  | Giappone             |
| 14 | Shiori Aratani   | O     | 22 settembre 1998 | Giappone             |
| 15 | Rhamat Alhassan  | C     | 7 settembre 1996  | Stati Uniti          |
| 16 | Manami Kojima    | L     | 7 novembre 1994   | Giappone             |
| 17 | Saki Minemura    | S     | 18 aprile 1990    | Giappone             |
| 18 | Chinami Furuya   | S     | 20 aprile 1996    | Giappone             |
| 19 | Yuka Sawada      | P     | 14 agosto 1996    | Giappone             |
| 20 | Regla Martinez   | C     | 11 febbraio 1999  | Giappone             |
| 21 | Ayumi Yoshida    | S     | 7 agosto 2000     | Giappone             |
| 22 | Haruna Soga      | S     | 25 marzo 2001     | Giappone             |

## Statistiche

### Statistiche dei giocatori
| Giocatrice   | V.League Division 1 | V.League Division 1 | V.League Division 1 | V.League Division 1 | V.League Division 1 |
| Giocatrice   | P                   | PT                  | AV                  | MV                  | BV                  |
| ------------ | ------------------- | ------------------- | ------------------- | ------------------- | ------------------- |
| R. Alhassan  | 22                  | 113                 | 79                  | 32                  | 2                   |
| S. Aratani   | 27                  | 154                 | 130                 | 13                  | 11                  |
| C. Furuya    | 10                  | 0                   | 0                   | 0                   | 0                   |
| N. Hirose    | 18                  | 209                 | 178                 | 14                  | 17                  |
| S. Iwasaki   | 27                  | 0                   | 0                   | 0                   | 0                   |
| S. Koga      | 27                  | 373                 | 322                 | 30                  | 21                  |
| M. Kojima    | 27                  | 0                   | 0                   | 0                   | 0                   |
| R. Martinez  | -                   | -                   | -                   | -                   | -                   |
| S. Minemura  | 6                   | 1                   | 1                   | 0                   | 0                   |
| Y. Okuyama   | -                   | -                   | -                   | -                   | -                   |
| K. Ōno       | 23                  | 151                 | 110                 | 37                  | 4                   |
| Y. Sawada    | -                   | -                   | -                   | -                   | -                   |
| H. Shimamura | 26                  | 231                 | 193                 | 32                  | 6                   |
| S. Shinohara | 21                  | 1                   | 0                   | 0                   | 1                   |
| H. Soga      | -                   | -                   | -                   | -                   | -                   |
| S. Tsukada   | 27                  | 9                   | 3                   | 4                   | 2                   |
| K. Ueno      | 27                  | 64                  | 46                  | 14                  | 4                   |
| N. Yamada    | 10                  | 0                   | 0                   | 0                   | 0                   |
| K. Yamaguchi | 27                  | 34                  | 11                  | 14                  | 9                   |
| M. Yamauchi  | 22                  | 183                 | 150                 | 25                  | 8                   |
| M. Yanagita  | 27                  | 289                 | 263                 | 16                  | 10                  |
| A. Yoshida   | -                   | -                   | -                   | -                   | -                   |

P = presenze; PT = punti totali; AV = attacchi vincenti; MV = muri vincenti; BV = battute vincenti

NB: Non sono disponibili i dati relativi alla Coppa dell'Imperatrice, al Torneo Kurowashiki e di conseguenza quelli totali